# Mickey Hamill
Pour les articles homonymes, voir Hamill.
Mickey Hamill, né le 18 juin 1889 à Belfast (Irlande) et mort le 23 juillet 1943 à Lisburn (Irlande du Nord), est un  footballeur irlandais, qui évoluait au poste d'ailier au Belfast Celtic, à Manchester United, au Celtic, à Manchester City, au Fall River FC, au Boston Soccer Club et au New York Giants ainsi qu'en équipe d'Irlande.
Hamill marque un but lors de ses sept sélections avec l'équipe d'Irlande entre 1912 et 1921. 

## Palmarès

### En équipe nationale
- 7 sélections et 1 but avec l'équipe d'Irlande entre 1912 et 1920.

### Avec Belfast Celtic
- Vainqueur du Championnat d'Irlande du Nord de football en 1915, 1920, 1927, 1928 et 1929
- Vainqueur de la Coupe d'Irlande du Nord en 1926
- Vainqueur de la City Cup en 1926, 1928 et 1930
- Vainqueur de la Gold Cup en 1926

### Avec Manchester United
- Vainqueur du Championnat d'Angleterre en 1911
- Vainqueur du Charity Shield en 1911

### Avec Manchester City
- Vice-champion d'Angleterre en 1921